# Fibré normal
En géométrie différentielle, le fibré normal d’une sous-variété différentielle est un fibré vectoriel orthogonal au fibré tangent de la sous-variété dans celui de la variété ambiante.
La définition s’étend au cas d’une immersion d’une variété différentielle dans une autre. Elle s’étend aussi plus généralement en topologie différentielle comme un fibré supplémentaire au fibré tangent de la sous-variété.
Les plongements d’une variété dans un espace vectoriel réel étant tous isotopes lorsque la codimension est strictement supérieure à sa dimension, le fibré normal ne dépend plus que de la sous-variété et de cette codimension, menant à la définition du fibré normal stable en K-théorie.

## Définition

### Cas riemannien
Soient (M, g) une variété riemannienne et S une sous-variété de M. On définit le fibré NS normal à S comme un sous-fibré de la restriction à S du fibré TM tangent à M, de la manière suivante.
En tout point s de S, l'espace TsS tangent à S est un sous-espace vectoriel de TsM. Son supplémentaire orthogonal (pour le produit scalaire gs), noté NsS, est appelé l'espace normal à S en s.
L'espace total du fibré NS est l'union disjointe des NsS.

### Cas général
Soient M et S deux variétés et i : S → M une immersion (par exemple un plongement). On définit le fibré normal NS comme un quotient de la restriction à S du fibré TM, de la manière suivante.
En tout point s de S, l'application linéaire tangente Tsi est un isomorphisme de TsS sur son image dans Ti(s)M, et l'on définit l'espace normal à S comme l'espace vectoriel quotient : NsS = Ti(s)M / Tsi(TsS).
On a donc une suite exacte courte de fibrés vectoriels sur S :
{\displaystyle 0\to TS\to TM_{|S}\to NS\to 0.}

## Fibré conormal
Le fibré conormal à S est défini comme le dual (en) de son fibré normal. C'est un sous-fibré du fibré cotangent à M.